# Przemysław Niemiec
Przemysław Niemiec (Oświęcim, 11 april 1980) is een voormalig Pools wielrenner.
Niemiec heeft al een aantal zeges als prof behaald, waaronder de eindzege in de Ronde van Slovenië en etappes in de Route du Sud. Niemiec is een sterke klimmer. In 2009 heeft hij zijn beste seizoen met een etappe en het eindklassement in de Route du Sud en winst in de koninginnenrit in de Ronde van Trentino met aankomst op de Passo di Pampeago. In 2009 werd hij ook geselecteerd voor de wegrit op het WK in Mendrisio.

## Overwinningen
2003
Giro del Medio Brenta
2004
Bergklassement Ronde van Polen
2005
1e etappe Ronde van Trentino
3e etappe Ronde van Slovenië
Eindklassement Ronde van Slovenië
2006
3e etappe Route du Sud
Ronde van Toscane
2008
3e etappe Route du Sud
2009
2e etappe Ronde van Trentino
2e etappe Route du Sud
Eindklassement Route du Sud
2010
3e etappe Internationale Wielerweek
2e etappe Ronde van de Pyreneeën
2014
15e etappe Ronde van Spanje
2016
1e etappe Ronde van Turkije
Bergklassement Ronde van Turkije

## Resultaten in voornaamste wedstrijden
| Jaar | Ronde van Italië | Ronde van Frankrijk | Ronde van Spanje |
| ---- | ---------------- | ------------------- | ---------------- |
| 2004 |                  |                     |                  |
| 2005 |                  |                     |                  |
| 2006 |                  |                     |                  |
| 2007 |                  |                     |                  |
| 2008 |                  |                     |                  |
| 2009 |                  |                     |                  |
| 2010 |                  |                     |                  |
| 2011 | 40e              |                     | 54e              |
| 2012 | 39e              |                     | 15e              |
| 2013 | 6e               | 57e                 |                  |
| 2014 | 49e              |                     | 26e (1)          |
| 2015 | 40e              |                     | opgave           |
| 2016 | opgave           |                     |                  |
| 2017 |                  |                     | 86e              |

| Jaar | Milaan-San Remo | Luik-Bast.‑Luik | Ronde van Lombardije |  | WK op de weg |  | Wereldranglijsten |
| ---- | --------------- | --------------- | -------------------- |  | ------------ |  | ----------------- |
| 2004 |                 |                 |                      |  | opgave       |  |                   |
| 2005 |                 |                 |                      |  |              |  |                   |
| 2006 |                 |                 |                      |  | 80e          |  |                   |
| 2007 |                 |                 |                      |  | 48e          |  |                   |
| 2008 | 66e             |                 |                      |  | opgave       |  |                   |
| 2009 |                 |                 |                      |  | 62e          |  |                   |
| 2010 |                 |                 |                      |  | 78e          |  |                   |
| 2011 |                 |                 | 5e                   |  |              |  | 82e (UWT)         |
| 2012 |                 |                 | opgave               |  | 101e         |  | 140e (UWT)        |
| 2013 |                 |                 |                      |  | opgave       |  | 42e (UWT)         |
| 2014 |                 | 21e             | 40e                  |  | opgave       |  | 76e (UWT)         |
| 2015 |                 |                 |                      |  |              |  |                   |
| 2016 |                 |                 |                      |  |              |  |                   |
| 2017 |                 |                 |                      |  |              |  | 214e (UWT)        |

## Ploegen
- 2002 –  Amore & Vita-Beretta
- 2003 –  Amore & Vita-Beretta
- 2004 –  Miche
- 2005 –  Miche
- 2006 –  Miche
- 2007 –  Miche
- 2008 –  Miche-Silver Cross
- 2009 –  Miche-Silver Cross-Selle Italia
- 2010 –  Miche
- 2011 –  Lampre-ISD
- 2012 –  Lampre-ISD
- 2013 –  Lampre-Merida
- 2014 –  Lampre-Merida
- 2015 –  Lampre-Merida
- 2016 –  Lampre-Merida
- 2017 –  UAE Team Emirates [a]
- 2018 –  UAE Team Emirates

1. ↑  Tot de Ronde van Abu Dhabi heette de ploeg UAE Abu Dhabi, maar na het aantrekken van Emirates als cosponsor werd de naam veranderd.